# 第二国立銀行
第二国立銀行（だいにこくりつぎんこう）は明治期に横浜で設立された銀行で、後の横浜銀行の前身の一つ。

## 概要
1869年（明治2年）に政府の為替方として横浜に設立された横浜為替会社を母体に、1874年（明治7年）開業。原善三郎や茂木惣兵衛ら横浜の豪商が中心となって設立され、初代頭取は原善三郎が就任。洋銀券をめぐりオリエンタル・バンクと関わる。1896年（明治29年）10月に営業満期国立銀行処分法に基づき、私立銀行第二銀行と改称。
1925年（大正14年）、銀行の休業が相次ぐ中、同年4月10日から横須賀市内の支店で預金引き出し客が増加。翌4月11日には取り付け騒ぎに発展した。横須賀の支店は横浜の本店に応援を求め、同日は時間外の午後7時まで、翌4月12日は日曜日であったにもかかわらず通常営業を行った。第ニ銀行の横須賀市内における4月11日時点の預金総額は約400万円、11日までに引き出された預金は約82万円であった。
1928年（昭和3年）4月に、原善三郎の孫娘婿で養嗣子原富太郎が頭取を務める横浜興信銀行（現在の横浜銀行）に営業譲渡。

## 沿革
- 1869年（明治2年）：原善三郎らによって、前身の横浜為替会社設立
- 1872年（明治5年）10月：第二国立銀行の開業願出
- 1874年（明治7年）8月15日：第二国立銀行開業
- 1896年（明治29年）10月：第二銀行に改称
- 1928年（昭和3年）4月：横浜興信銀行に営業譲渡
- 1934年（昭和9年）9月18日：任意解散